# سمولينسك
سمولينسك (بالروسية: Смоленск) هي إحدى مدن روسيا في الكيان الفدرالي الروسي أوبلاست سمولينسك يبلغ عدد سكانها 325,137. خلال تارخها دمرت المدينة وغزيت عدد مرات. ومن غزاتها نابليون وهتلر.

## التاريخ
ذُكِرَت مدينة سمولينسك لأول مرة في مصادر التاريخ سنة 863. ولكن المقصودَ باسمها كان - في الغالب - مستعمرةً مجاورةً للقوم الفارانجيين بُنِيَت في مكان بلدة غزيندوفو الحالية، الواقعة على مسافة نحو أربعة عشر كيلومتراً غربَ سمولينسك. وقد اكتسبَ موقعُ مدينة سمولينسك أهميته الاستثنائية آنذاك من مكانه الواقع على نهر الدنيبر ضمنَ الطريق التجاري الشهير بين بلاد الفارانجيين والإغريق الذي ينتهي في أراضي الإمبراطورية البيزنطية. ومن المحتمل أنَّ قسطنطين السابع ذكرَ نفس هذه المدينة باسم «ميلينسك».

## المناخ
يظهر الجدول التالي التغييرات المناخية على مدار السنة لسمولينسك:
| البيانات المناخية لـسمولينسك      | البيانات المناخية لـسمولينسك | البيانات المناخية لـسمولينسك | البيانات المناخية لـسمولينسك | البيانات المناخية لـسمولينسك | البيانات المناخية لـسمولينسك | البيانات المناخية لـسمولينسك | البيانات المناخية لـسمولينسك | البيانات المناخية لـسمولينسك | البيانات المناخية لـسمولينسك | البيانات المناخية لـسمولينسك | البيانات المناخية لـسمولينسك | البيانات المناخية لـسمولينسك | البيانات المناخية لـسمولينسك |
| الشهر                             | يناير                        | فبراير                       | مارس                         | أبريل                        | مايو                         | يونيو                        | يوليو                        | أغسطس                        | سبتمبر                       | أكتوبر                       | نوفمبر                       | ديسمبر                       | المعدل السنوي                |
| --------------------------------- | ---------------------------- | ---------------------------- | ---------------------------- | ---------------------------- | ---------------------------- | ---------------------------- | ---------------------------- | ---------------------------- | ---------------------------- | ---------------------------- | ---------------------------- | ---------------------------- | ---------------------------- |
| الدرجة القصوى °م (°ف)             | 9.3 (48.7)                   | 9.0 (48.2)                   | 19.4 (66.9)                  | 28.0 (82.4)                  | 30.6 (87.1)                  | 31.2 (88.2)                  | 34.5 (94.1)                  | 37.2 (99.0)                  | 29.5 (85.1)                  | 24.8 (76.6)                  | 14.6 (58.3)                  | 9.8 (49.6)                   | 37.2 (99.0)                  |
| متوسط درجة الحرارة الكبرى °م (°ف) | −3.8 (25.2)                  | −3.4 (25.9)                  | 2.1 (35.8)                   | 11.2 (52.2)                  | 18.0 (64.4)                  | 21.0 (69.8)                  | 23.1 (73.6)                  | 21.7 (71.1)                  | 15.8 (60.4)                  | 9.0 (48.2)                   | 1.3 (34.3)                   | −2.8 (27.0)                  | 9.4 (48.9)                   |
| المتوسط اليومي °م (°ف)            | −6.2 (20.8)                  | −6.4 (20.5)                  | −1.4 (29.5)                  | 6.3 (43.3)                   | 12.5 (54.5)                  | 15.8 (60.4)                  | 17.8 (64.0)                  | 16.3 (61.3)                  | 10.9 (51.6)                  | 5.3 (41.5)                   | −0.9 (30.4)                  | −5.1 (22.8)                  | 5.4 (41.7)                   |
| متوسط درجة الحرارة الصغرى °م (°ف) | −8.9 (16.0)                  | −9.6 (14.7)                  | −4.9 (23.2)                  | 1.9 (35.4)                   | 7.3 (45.1)                   | 10.9 (51.6)                  | 12.9 (55.2)                  | 11.5 (52.7)                  | 6.7 (44.1)                   | 2.2 (36.0)                   | −3.2 (26.2)                  | −7.6 (18.3)                  | 1.6 (34.9)                   |
| أدنى درجة حرارة °م (°ف)           | −37.9 (−36.2)                | −36.8 (−34.2)                | −28.1 (−18.6)                | −19.8 (−3.6)                 | −5.4 (22.3)                  | −0.7 (30.7)                  | 4.4 (39.9)                   | 0.3 (32.5)                   | −4.4 (24.1)                  | −12.8 (9.0)                  | −24.8 (−12.6)                | −35.2 (−31.4)                | −37.9 (−36.2)                |
| الهطول مم (إنش)                   | 48 (1.9)                     | 42 (1.7)                     | 42 (1.7)                     | 38 (1.5)                     | 61 (2.4)                     | 87 (3.4)                     | 90 (3.5)                     | 85 (3.3)                     | 70 (2.8)                     | 66 (2.6)                     | 58 (2.3)                     | 51 (2.0)                     | 738 (29.1)                   |
| متوسط الأيام الممطرة              | 9                            | 8                            | 10                           | 15                           | 17                           | 18                           | 16                           | 16                           | 16                           | 18                           | 15                           | 11                           | 169                          |
| متوسط الأيام المثلجة              | 25                           | 22                           | 16                           | 5                            | 1                            | 0                            | 0                            | 0                            | 1                            | 4                            | 15                           | 23                           | 112                          |
| متوسط الرطوبة النسبية (%)         | 87                           | 84                           | 78                           | 69                           | 69                           | 75                           | 77                           | 79                           | 83                           | 85                           | 89                           | 89                           | 80                           |
| ساعات سطوع الشمس الشهرية          | 47                           | 75                           | 123                          | 178                          | 249                          | 271                          | 259                          | 231                          | 156                          | 91                           | 35                           | 24                           | 1٬739                        |
| المصدر #1: Pogoda.ru.net          |                              |                              |                              |                              |                              |                              |                              |                              |                              |                              |                              |                              |                              |
| المصدر #2: NOAA (sun, 1961–1990)  |                              |                              |                              |                              |                              |                              |                              |                              |                              |                              |                              |                              |                              |

## توأمة
لسمولينسك اتفاقيات توأمة مع كل من:
- هاغن (1985 - )
- تيل
- كولورادو سبرينغس
- كيرتش
- تارغوفيشته
- وودستوك
- كالوغا

## أعلام
- الكسندر برودنكوف
- ليديا دورنوفو
- ألكسندر جيتوفيتش
- كارل ريتر فون ويبر
- جيريمياه هلبرن
- ليخ كاتشينسكي
- مايكل غرابوسكي
- ريزارد كاسزورووسكي
- كرزيستوف بوترا
- ناتاليا إيشتشنكو